# Charlie Shavers
Charles James Shavers (Nueva York, 3 de agosto de 1917- 8 de julio de 1971) fue un trompetista, cantante y compositor estadounidense de jazz.

## Trayectoria
Tras aprender varios instrumentos, acaba tocando la trompeta, igual que su padre. Comienza su carrera en Nueva York junto al pianista Willie Gant y después, ya en 1935, se trasladará temporalmente a Filadelfia para tocar en el grupo de Frankie Fairfax. En los años siguientes trabaja con Tiny Brandshaw, Lucky Millinder, John Kirby, para quien hace también labores de arreglista y compositor ("Undecided") y con el que permanece siete años, y finalmente con Tommy Dorsey. Ya en la década de 1950, co-dirigirá un sexteto junto a Louie Bellson y Terry Gibbs, con quienes realiza giras por Europa. Participa frecuentemente en las JATPs de Norman Granz, y graba junto a Nat King Cole. Después vuelve a las big bands, trabajando con Tommy Dorsey nuevamente, con Benny Goodman y con Frank Sinatra, con quien gira por todo el mundo.
En la dècada de 1960 realizará giras con su propio grupo hasta su muerte, ocurrida en 1971.

## Estilo
Poseedor de un poderoso swing y de un evidente virtuosismo, Shavers influyó en su momento a casi todos los jóvenes trompetistas de la década de 1940.

## Discografía
- JATP: The Trumpet Battle 1952 (con Roy Eldridge)
- Horn o'Plenty (Bethlehem), 1954
- The Most Intimate (Bethlehem), 1955
- Gershwin, Shavers And Strings (Bethlehem), 1955
- We Dig Cole (Jass), 1958
- Charlie Digs Paree (MGM), 1959
- Charlie Digs Dixie (MGM), 1959
- Girl of My dreams (Everest), 1959
- Here Comes Charlie (Everest), 1960
- Like Charlie (Everest), 1960
- Swing along (Sesac), 1961
- Swingin' with Charlie (Sesac), 1961
- Here's Charlie (Sesac), 1961
- The Music from Milk and Honey (Everest) (con Wild Bill Davis), 1961
- Live at the London House (Hep), 1962
- Excitement Unlimited (Capitol), 1963
- At le Crazy Horse Saloon in Paris (Everest), 1964
- The Last Session (Black and Blue), 1970